# 香港亞洲盃賽冠軍盃資格賽
香港亞洲盃賽冠軍盃資格賽是香港的一項足球賽事，由香港足球總會於1996–97年香港甲組足球聯賽季度首次舉辦，賽事之冠軍球隊將會可以出戰亞洲盃賽冠軍盃。

## 歷史
1996年，香港足球總會把香港球會參加亞洲盃賽冠軍盃的資格作出更改。由原先高級組銀牌冠軍可直接取得，改為由高級組銀牌冠軍，及足總盃冠軍及總督盃冠軍，合共三隊爭奪一席位。
1998年，總督盃停辦，香港足球總會把香港球會參加亞洲盃賽冠軍盃的資格作出更改。由原先高級組銀牌、足總盃冠軍及總督盃冠軍，合共三隊爭奪一席位，改為由高級組銀牌及足總盃冠軍，合共兩隊爭奪一席位。
1998–99球季，南華奪得高級組銀牌冠軍及足總盃冠軍，無需舉辦香港亞洲盃賽冠軍盃資格賽，由南華出戰亞洲盃賽冠軍盃。
1999–2000球季，聯賽冠軍南華奪得高級組銀牌冠軍，無需舉辦香港亞洲盃賽冠軍盃資格賽，由足總盃冠軍愉園出戰亞洲盃賽冠軍盃。
由於亞洲盃賽冠軍盃於2002年停辦，香港亞洲盃賽冠軍盃資格賽於2001年停辦。

## 參賽資格
以下球隊將會有香港亞洲盃賽冠軍盃資格賽的參賽資格：
- 高級組銀牌冠軍
- 足總盃冠軍
- 總督盃冠軍

## 賽例
參賽的兩支球隊直接以淘汰賽形式角逐錦標。若雙方於正式 90 分鐘內賽和，將進行 30 分鐘加時賽，若依然未能分出勝負，會以互射十二碼方法來決定勝負。